# El Picuezo y la Picueza
El Picuezo y la Picueza son un conjunto de formaciones rocosas peculiares que, debido a la erosión, recuerdan a las figuras de un hombre y de una mujer. Se encuentran en la localidad española de Autol, en La Rioja.  

## Descripción
Los Picuezos son dos monolitos de roca arcillosa situados al Oeste de la localidad riojana de Autol. Debido al paso del tiempo y a la cercanía del Río Cidacos, que realiza un meandro para rodear el comienzo de la sierra de Yerga en esa zona, se cree que la erosión es la principal responsable de las peculiares figuras, semejantes a las de una pareja de casados o de frailes capuchinos. La roca más alta, a la que se le atribuyen rasgos masculinos, tiene una altura de 45 metros, mientras que la otra, relacionada con una mujer, mide 30 metros. Ambas cuentan con aproximadamente 10 metros de diámetro.
Además de las dos formaciones principales, se halla una tercera formación rocosa, conocida popularmente como «la Harinosa» o «la Torta», por ser más aplanada y tener forma de hogaza.

## Leyenda
Entre los propios habitantes de Autol, existen diversos cuentos y mitos que tratan de aportar una explicación a estas formaciones peculiares. Uno de los más extendidos es el que narra a una pareja de ladrones que fueron sorprendidos robando las uvas de las viñas del Señor del Castillo de Autol, cercano a los Picuezos. Cuando el guarda que vigilaba la viña les preguntó si llevaban uvas en la cesta que transportaban, la pareja clamó que se convertirían en piedra si eran uvas lo que allí guardaban. En consecuencia, se cumplió la transformación.
Por otro lado, el arqueólogo y etnógrafo riojano Ismael del Pan recoge en su obra de 1950 otra de las historias más frecuentes que explican el fenómeno geológico, tomando a San Pedro como protagonista: 

Cuando San Pedro andaba por el mundo y por España, parece que debió estar en Autol. Sintió hambre, y al ver pasar por su lado una mujer con un pan grande, bajo el brazo, pidióle el santo un pedazo de pan con que calmar su necesidad. Y habiéndose negado la mujer a socorrerle, quedó convertida en piedra, con el pan que llevaba, sirviendo así de ejemplaridad para las generaciones venideras.

Otro relato narra la historia de un matrimonio que, al volver del campo con una cesta de comida para su hijo, se encontró con la Virgen. Esta les preguntó qué llevaban en la cesta, y la pareja le mintió secamente: «Llevamos piedras». Por ello, la Virgen les convirtió en roca, junto a la hogaza de pan que llevaban. 

## Galería

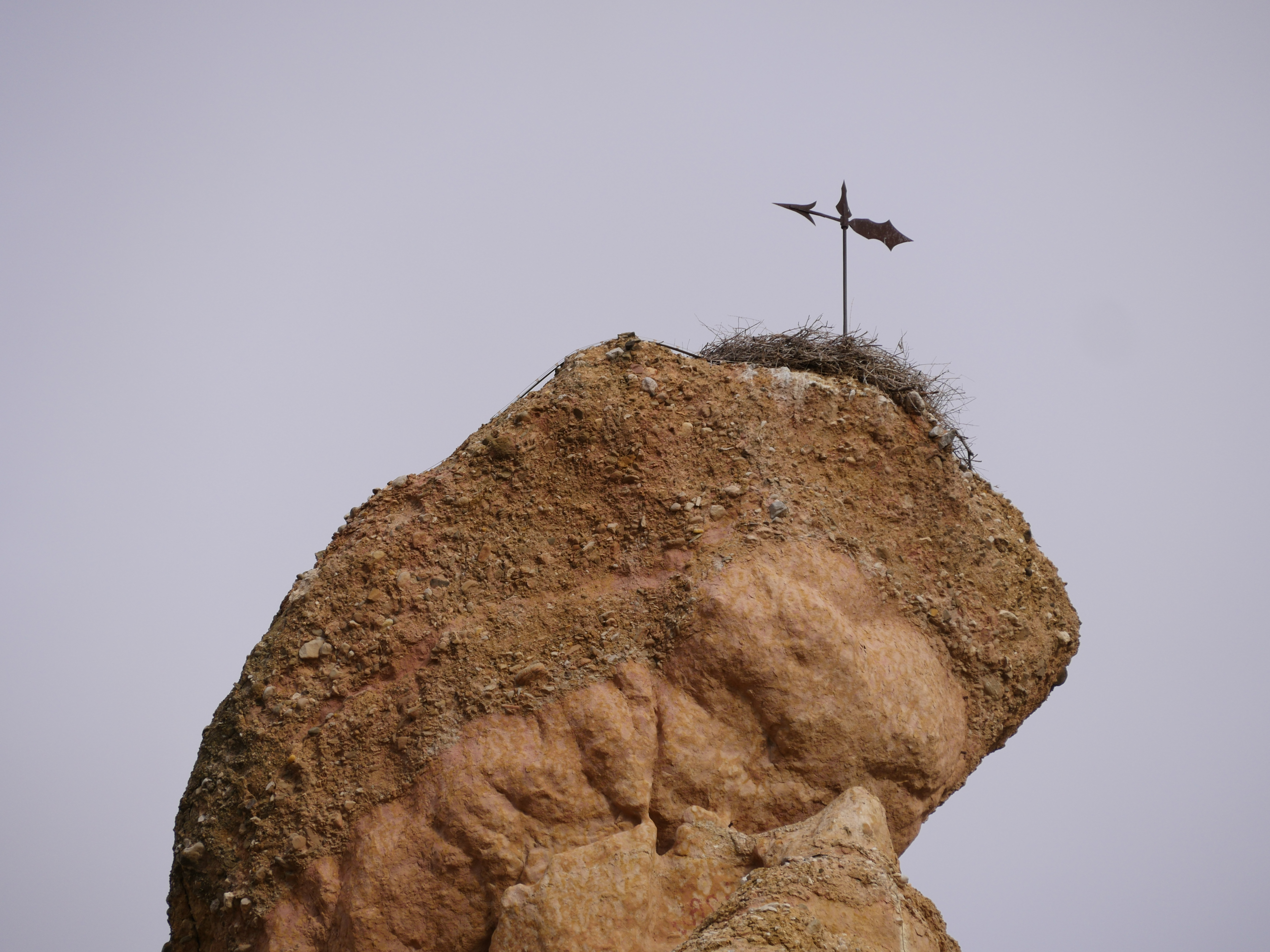
Veleta y nido de cigüeña en la cima del Picuezo
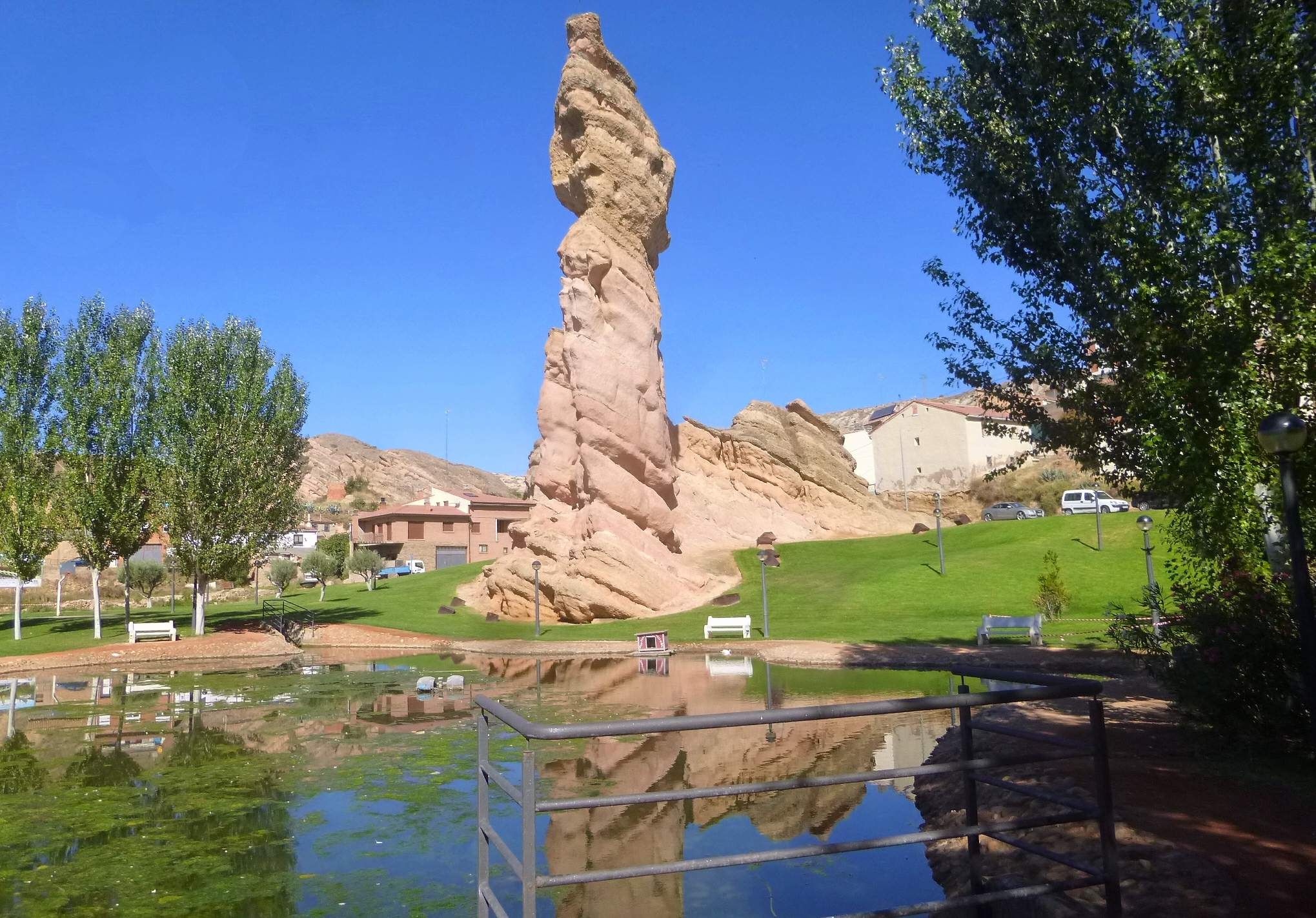
Vista desde el lago del parque
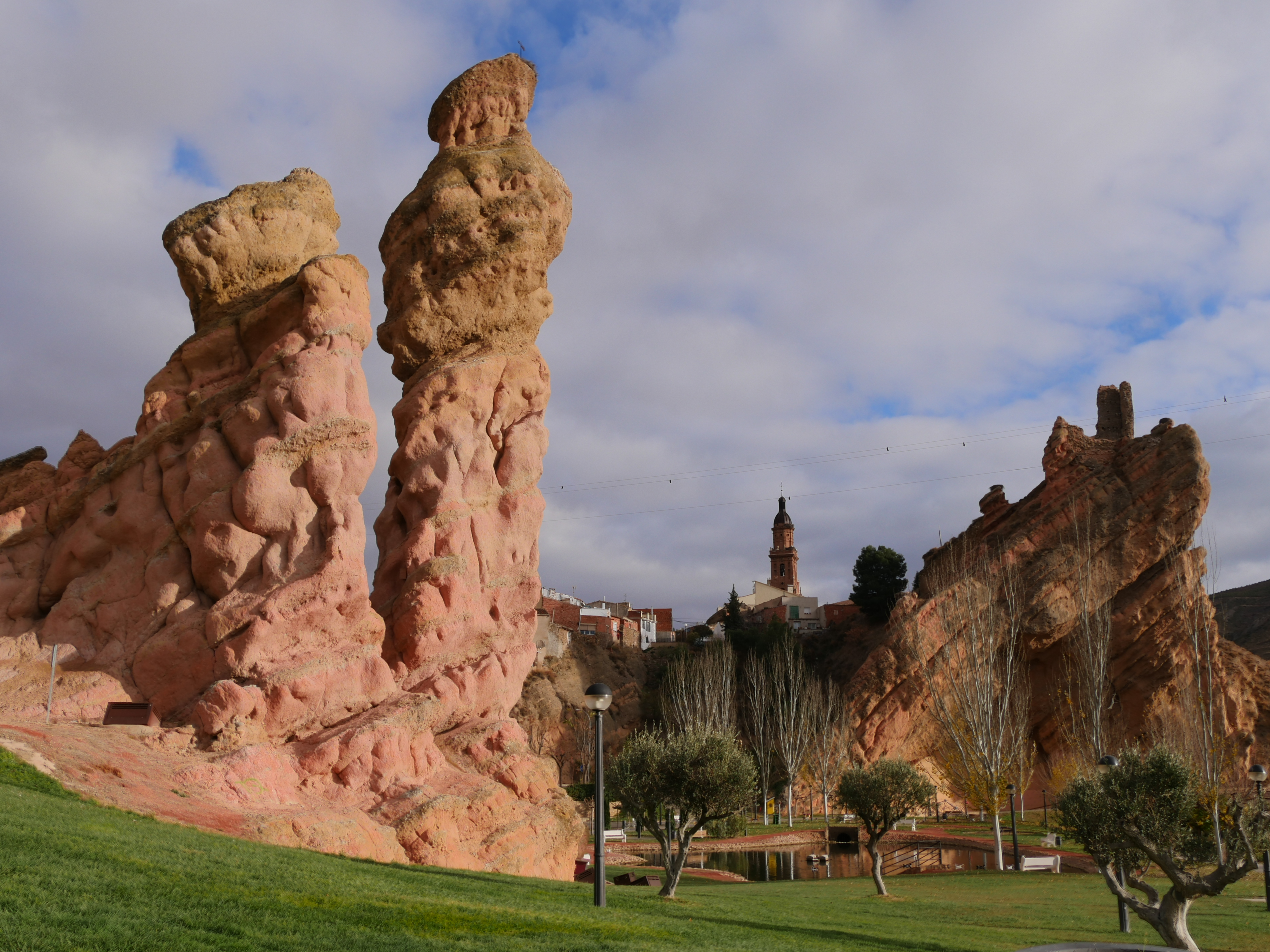
Con el Castillo de Autol al fondo
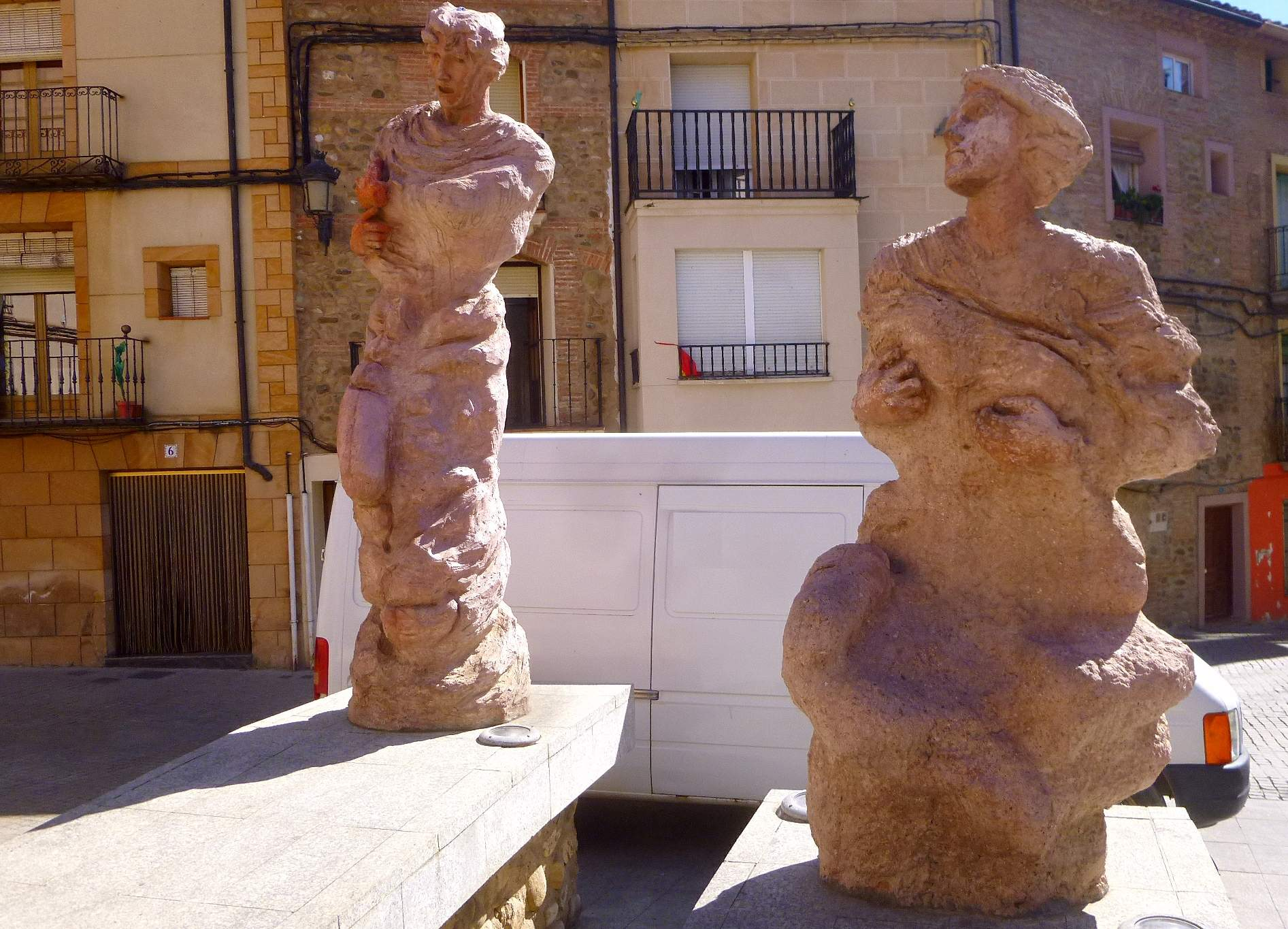
Esculturas honorando a los Picuezos, realizadas en 2002 por Miguel Ángel Sainz